# 尾崎村 (兵庫県津名郡)
尾崎村（おさきむら）は、兵庫県津名郡にあった村。現在の淡路市尾崎・遠田・新村にあたる。

## 地理
- 海洋：播磨灘
- 河川：新川

## 歴史
- 1889年（明治22年）4月1日 - 町村制の施行により、尾崎村・遠田村の区域を以って津名郡尾崎村が発足。
- 1926年（大正15年）7月1日 - 郡家町との間で境界変更。
- 1955年（昭和30年）3月31日 - 江井町・郡家町・多賀村と合併して一宮町が発足。同日尾崎村廃止。

## 交通

### 道路
現在は旧村域に神戸淡路鳴門自動車道の遠田バスストップが所在するが、当時は未開通。